# Josef Trtílek
Josef Trtílek (27. března 1908 Hluboká – 3. března 1983 Brno) byl český vysokoškolský pedagog a bývalý děkan Pedagogické fakulty Masarykovy univerzity. Zabýval se zejména analytickou chemií a didaktikou chemie.

## Život
Josef Trtílek vystudoval chemii, matematiku a fyziku na Přírodovědecké fakultě Masarykovy univerzity a v roce 1932 zde získal titul RNDr. Během studia absolvoval studijní cesty do Paříže a do Vídně. V letech 1933–1935 působil jako asistent v Ústavu analytické chemie Přírodovědecké fakulty Masarykovy univerzity u profesora Jana Václava Dubského a v letech 1935–1938 byl zaměstnán jako asistent na Ústavu experimentální patologie Lékařské fakulty Univerzity Komenského, kde se také v roce 1938 habilitoval. Během války byl nasazen na nucené práce v táboře v Račicích. Od roku 1945 působil opět na Přírodovědecké fakulta Masarykovy univerzity a v roce 1948 zde byl jmenován profesorem. Po roce 1948 přešel na Pedagogickou fakultu Masarykovy univerzity a v letech 1948–1950, 1952–1953 a 1964–1965 byl jejím děkanem.

## Dílo
Je autorem 150 odborných publikací. Jeho vědecká činnost se soustředila zejména na analytickou chemii a především na využitím organických činidel. Sestavit metodu ke stanovení množství stopového jódu, která se nazývá jako Trtílkova metoda. Tato metoda se využívala při léčení endemických poruch funkce štítné žlázy.
Byl také autorem několika učebnic chemie pro základní školy a učebnic chemie pro studenty učitelství.

## Pocty
Medaile Za zásluhy o výstavbu
Hanušova medaile (1974)
Stříbrná medaile UJEP
Zlatá medaile UJEP

## Členství v organizacích
Byl členem Moravské přírodovědecké společnosti a Československé společnosti chemické.